# 일본군의 만주국에서의 전쟁 범죄
일본군의 만주국에서의 전쟁 범죄 (War Crimes in Manchukuo)는 1931년 만주사변으로 중국 동북부 지역을 점령한 일본제국이 통치 기간 동안 만주국 괴뢰 정부를 통해 1931년부터 1945년까지 저지른 각종 전쟁 범죄를 말한다. 다른 전쟁 범죄에 비해 비교적 크게 알려지지 않았다.

## 범죄 행위들

### 인권 침해
- 각 지역마다 만주국 경찰이나 만주국 군인에 의해 아무 이유없이 무고한 민간인을 체포했다.
- 군사 교도소에서 포로 수감자들을 잔인하게 고문했다.
- 만주국의 통치나 정치에 반대하는 정적은 실종되거나 사형집행 당했다.
- 전염병, 굶주림, 중병 걸린 사람들에 대한 치료가 이루어지지 않아 사망자가 급속히 증가하였다.

## 같이 보기
- 일본의 전쟁 범죄
- 만주국